# Kísérleti matematika
Kísérleti matematikán sokszor azt a módszert értik, mikor egy feltevés bizonyítására tett kísérlet előtt a matematikusok hipotézist állítanak fel és ellenőrzik, hogy a számolások összhangban vannak-e az elmélettel. Egy ellentmondás, ellenpélda megtalálása eredményesen cáfolja ez elméletet. Ha nem sikerül ellentmondásra jutni, az azt sugallja, hogy megéri foglalkozni a precíz bizonyítással.
A matematikusok eddig is követték ezt a módszert, és így semmi új nincs ebben. Ezért a matematikusok körében a „kísérleti matematika” kifejezés része a köznyelvnek, számítógépekkel való kísérletezést jelent, melynek során sok esetet vizsgálnak, vagy olyan számításokat hajtanak végre, melyeket kézzel nehéz lenne elvégezni. Azt mondhatjuk, hogy a számítógépek ily módon történő felhasználása az idők során egyre elfogadottabbá vált a matematikus közösség által. Valóban, néhány nagyra értékelt folyóirat elkezdett tanulmányokat közölni, melyek kísérleti matematikával foglalkoztak, sőt, létezik egészen ennek a témának szentelt újság is.

## Példa: a Graffiti
Lovász László nemzetközi hírű magyar matematikus szerint a kísérleti matematika „egyik legszisztematikusabb példája” S. Fajtlowicz amerikai matematikus GRAFFITI nevű szoftvere, mely gráfelméleti sejtéseket generál (a program a gráfok különböző paramétereit számítja ki, és egy „érdekes” gráfokból álló hatalmas könyvtárat végignézve, összefüggéseket állapít meg köztük, melyek persze még nem tételek, hisz nem biztos, hogy a könyvtárban nem szereplő végtelen sok gráfra is igazak; de a sok példa alapján bízvást nevezhetjük őket sejtéseknek, melyeket aztán matematikai módszerekkel bizonyítani kell). 
Lovász szerint a fő ellenvetés Fajtlowicz programjával kapcsolatban az, hogy az általa felvetett összefüggéseknek matematikai motivációja nincs, még ha igazak is, nem biztosan érdekesek. Mint írja: „Eleinte magam is kételkedve szemléltem a matematikai problémákat felvetni próbáló számítógépet, egészen addig, amíg egyik sejtése engem is megigézett. E sejtésről később kiderült, hogy a kommunikációs bonyolultságelmélet egy kulcskérdéséhez kapcsolódik. (A teljesség kedvéért hozzá kell tennem, hogy ugyanezt a sejtést már Van Nuffelen is felvetette több évvel korábban, később pedig Alon és Seymour bebizonyította, hogy nem igaz; egy gyengített változata azonban ma is nyitott.)
Lovász szerint az igazi kihívás az, hogy hogyan lehet e kísérleteket megfelelően elvégezni, hogyan lehet eredményeikről beszámolni és azokat a matematikai tudományba beépíteni, továbbá úgy gondolja, hogy az utóbbi kérdésre viszont a kísérleti tudományokban kell keresnünk a választ.

### Lásd még
- számítógépes számelmélet egy dinamikusan fejlődő kísérleti matematikai tudományág

### Külső hivatkozások
- Experimental Mathematics (Folyóirat)
- Experimental Mathematics: A Discussion
- Psychology of Experimental Mathematics
- Experimental Mathematics Website (Linkek és források)
- An Algorithm for the Ages: PSLQ, A Better Way to Find Integer Relations
- Lovász László: Egységes tudomány-e a matematika? A matematikai tevékenység új formái c. fej.. Megjelent a Természet Világa matematikai különszámában, TV 129. évf. 1998 III. ksz..